# Ricardo Arrien
Ricardo Arrien Iriondo, (Gernica, 15 de noviembre de 1960) es un exfutbolista y entrenador español. Se desempeñaba en posición de delantero y se formó en las categorías inferiores del Athletic Club.
Debutó en Primera División el 8 de enero de 1984, siendo jugador de la Unión Deportiva Salamanca y anotando un gol ante Osasuna. Un año después, en 1985, anotó su único gol con el Athletic Club en un encuentro de Copa de la Liga ante el Málaga.
Tras su retirada, inició una etapa como entrenador, habiendo dirigido al Club Deportivo Getxo, entre otros equipos del fútbol regional vasco.

## Clubes
| Club                          | País   | Año       |
| ----------------------------- | ------ | --------- |
| Bilbao Athletic               | España | 1979-1983 |
| Athletic Club                 | España | 1983      |
| Bilbao Athletic               | España | 1983      |
| Unión Deportiva Salamanca     | España | 1984      |
| Athletic Club                 | España | 1984-1985 |
| Real Racing Club de Santander | España | 1985-1986 |
| Real Sociedad de Fútbol       | España | 1986-1987 |
| Sestao Sport Club             | España | 1987-1989 |
| Sociedad Deportiva Eibar      | España | 1989-1991 |

## Palmarés

### Campeonatos nacionales
| Título                 | Club                    | País   | Año     |
| ---------------------- | ----------------------- | ------ | ------- |
| Copa del Rey de fútbol | Real Sociedad de Fútbol | España | 1986/87 |